# Lemon Haze
Lemon Haze is een populaire sativa-dominante, hybride cannabissoort. Lemon Haze is ontstaan uit een kruising tussen een sativa-dominante Amnesia Haze en Lemon Skunk. 
De soort heeft zijn naam voornamelijk te danken aan de geur. Wanneer de toppen goed gedroogd zijn, hebben ze een sterke citrusgeur met duidelijk aanwezige tinten van citroen.
Lemon Haze heeft een relatief hoog THC-gehalte. Dit gehalte varieert ongeveer tussen de 12% en 25% THC.
Omdat Lemon Haze sativa-dominant is, zal de gebruiker over het algemeen een euforisch en energiek gevoel ervaren.